# St. Martin (Mertendorf)

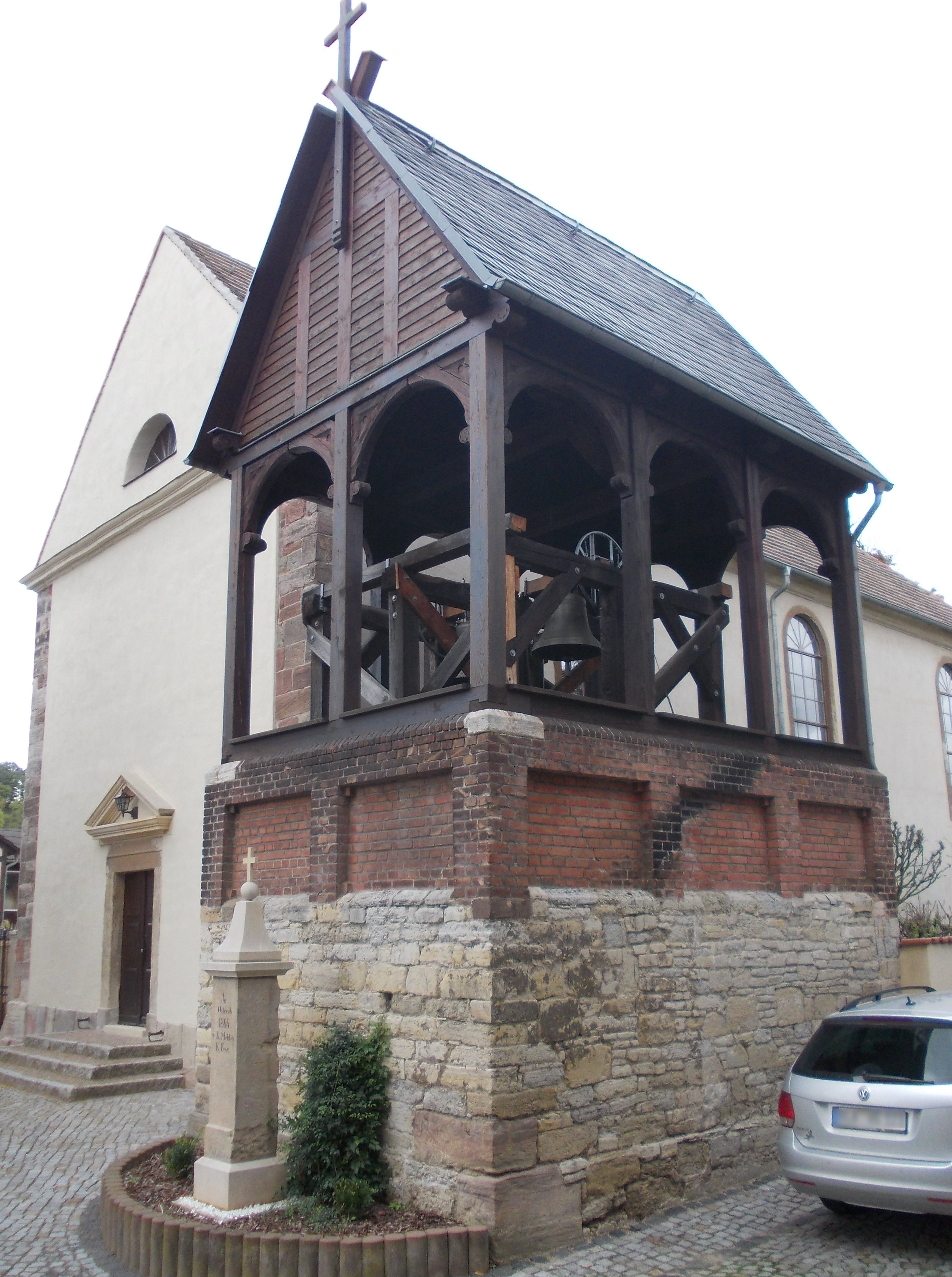
St. Martin in Mertendorf

Die evangelische Kirche St. Martin befindet sich in Mertendorf im Burgenlandkreis in Sachsen-Anhalt. Sie steht unter Denkmalschutz und ist als Baudenkmal mit der Erfassungsnummer 094 83498 im Denkmalverzeichnis des Landes registriert. Die Kirchgemeinde Mertendorf gehört zum Pfarrbereich Schönburg der Region Naumburg-Mitte im Kirchenkreis Naumburg-Zeitz des Bischofssprengels Magdeburg der Evangelischen Kirche in Mitteldeutschland.

## Beschreibung

### Gebäude
Die Kirche ist ein Rechteckbau mit Walmdach und wurde in den Jahren 1809 bis 1817 errichtet. Das Glockenhaus wurde im Jahr 1868 nach Entwürfen von Johann Gottfried Werner ergänzt. Der Vorgängerbau der Kirche befand sich bis zum Jahr 1808 auf dem Friedhof hinter dem Pfarrhaus.

### Innenraum und Ausstattung
Das Innere der Kirche besteht aus einer Flachdecke auf kurzer Voute sowie einer Hufeisenempore, die an den Seiten zweigeschossig ist. Der Kanzelaltar stammt inschriftlich aus dem Jahr 1818 und besitzt Bemalungen von Johann Christian Carl Schmidt aus Droyßig. Die Orgel der Kirche wurde 1822 durch Louis Poppe aus Stadtroda errichtet.
Von einem spätgotischen Altar sind fünf 71 Zentimeter hohe Schnitzfiguren (Maria, Dorothea, Barbara, Katharina sowie unidentifizierte Heilige) erhalten geblieben sowie eine 25 Zentimeter hohe Vollfigur des hl. Martin.